# Kwiat polskiej młodzieży (singel)
Kwiat polskiej młodzieży – utwór polskiego rapera Bedoesa oraz Kubiego Producenta, wydany na singlu przez wytwórnię SBM Label 6 listopada 2018 roku, pochodzący z albumu o tej samej nazwie.
Nagranie uzyskało certyfikat platynowej płyty (2020) za sprzedaż ponad 20 000 kopii. Utwór zdobył ponad 17 milionów wyświetleń w serwisie YouTube (2023) oraz ponad 12 milionów odsłuchań w serwisie Spotify (2023).
Producentem utworu jest również Kubi Producent. Za mix/mastering utworu odpowiada DJ Johny. Utwór został nagrany w Nobocoto Studio w Warszawie.

## Twórcy
- Bedoes, Kubi Producent – słowa[1][2]
- Kubi Producent – producent[1]
- DJ Johny – mix/mastering[1]